# 57. pehotni polk (Italija)
57. pehotni polk Abruzzi/Piave (izvirno italijansko 57º Reggimento fanteria) je bil pehotni polk (Kraljeve) Italijanske kopenske vojske.

## Zgodovina
Med prvo svetovno vojno je bil polk nastanjen na soški fronti, medtem ko je bil polk med drugo svetovno vojno (1940-43) nastanjen v Italiji.